# Современник (журнал)
«Совреме́нник» — русский литературный и общественно-политический журнал, основанный поэтом Александром Пушкиным, издававшийся в Санкт-Петербурге в 1836—1866 годах; одно из главных явлений русской литературной жизни середины XIX века.

## «Современник» Пушкина и Плетнёва
Задуман А. С. Пушкиным. 
Выходил  4 раза в год. В первом выпуске, изданном (11) 23 апреля 1836 года, была помещена статья «О рифме» Е. Ф. Розена. В целом в журнале печатались произведения Николая Гоголя («Коляска», «Утро делового человека», «Нос»), Александра Тургенева, В. А. Жуковского, П. А. Вяземского, В. Ф. Одоевского, Д. В. Давыдова, Н. М. Языкова, Е. А. Баратынского, Ф. И. Тютчева, А. В. Кольцова. В нём публиковались стихи, проза, критические, исторические, этнографические и другие материалы.
Читательского успеха журнал не имел: к новому типу серьёзного периодического издания, посвящённого актуальным проблемам, трактуемым по необходимости намёками, русской публике предстояло ещё привыкнуть. У журнала оказалось всего 600 подписчиков, что делало его разорительным для издателя, так как не покрывались ни типографские расходы, ни гонорары сотрудников. Два последних тома «Современника» Пушкин более чем наполовину наполнил своими произведениями, по большей части анонимными. В журнале были напечатаны его «Пир Петра I», «Из А. Шенье», «Скупой рыцарь», «Путешествие в Арзум», «Родословная моего героя», «Сапожник», «Рославлев», «Джон Теннер», «Капитанская дочка».
После смерти Пушкина журнал в течение 1837 года продолжала группа писателей во главе с П. А. Вяземским, затем П. А. Плетнёв (1837—1846). В «Современнике» дебютировали С. А. Закревская (1837, т. 8) и Д. С. Протопопов. В 1838—1847 годах в нём печатались статьи, повести, романы и переводы Ф. Ф. Корфа. С 1843 года журнал, к тому времени пришедший в упадок, стал выходить ежемесячно.

## Продажа журнала Некрасову
Николай Некрасов давно планировал начать издавать журнал, который мог бы повторить успех (и стать конкурентом) «Отечественным запискам». Во главе журнала он видел себя и Белинского, который уже сделал себе литературное имя. Он смог убедить вложиться в новый журнал И. И. Панаева. По свидетельству супруги Панаева и многолетней сожительницы Некрасова А. Я. Панаевой дело происходило так:
Мы засиделись почти до рассвета, ведя разговоры о новом журнале. Возник вопрос, у кого купить право, так как новых журналов в то время не разрешали издавать. Перебирали разные журналы, которые находились в летаргическом сне, но ни один не оказывался подходящим. Уже стали прощаться, чтобы идти спать, как вдруг Панаев воскликнул:
— Нашел! «Современник»!
Некрасов радостно сказал:
— Чего же лучше! как это сразу не пришел нам в голову «Современник»? — И снова затянулся разговор.

Право на «Современник» принадлежало Плетнёву, с которым Панаев давно был знаком.
Несмотря на давность знакомства, передача П. А. Плетнёвым пушкинского «Современника» Панаеву и Некрасову выглядела жестом почти парадоксальным и вызвала недоумение его друзей. Плетнёв, внимательно следивший за литературой, испытывал резкое неприятие по отношению к тем тенденциям, которые проводили Некрасов, Панаев и Белинский, считая их оскорблением литературному, да и человеческому вкусу, увлечением скандалами и личными счетами, неумеренной и грязной карикатурой. Однако издательские заботы утомляли Плетнёва, издание разоряло его. 10 сентября 1846 г. журнал был передан Панаеву и Некрасову в аренду сроком на 10 лет, при этом контакты новой редакции с Плетнёвым сохранялись, как и личные контакты.

## «Современник» Некрасова и Панаева

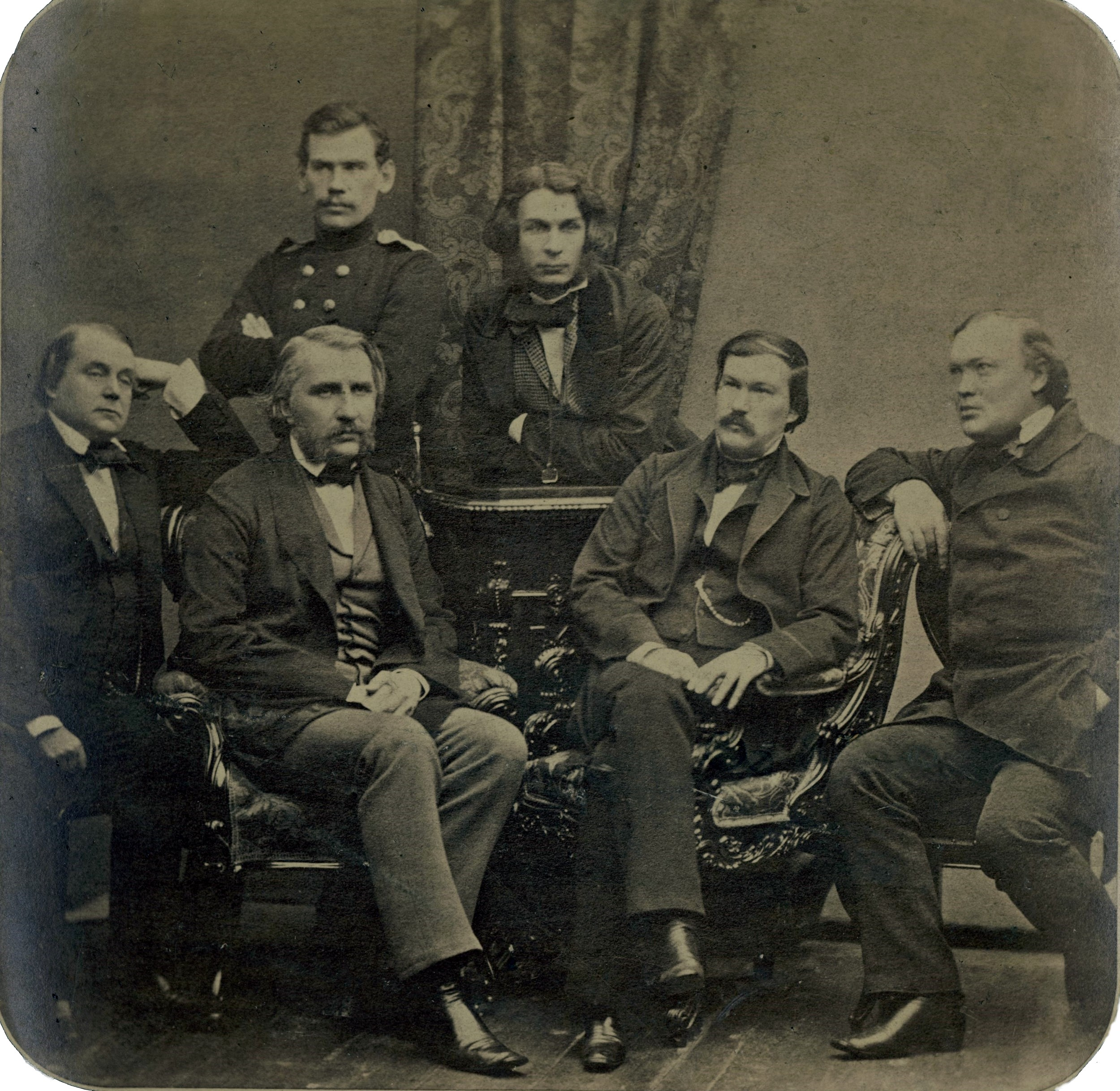
Групповой портрет членов редколлегии журнала в 1856 году: Гончаров, Тургенев, Толстой, Григорович, Дружинин и Островский

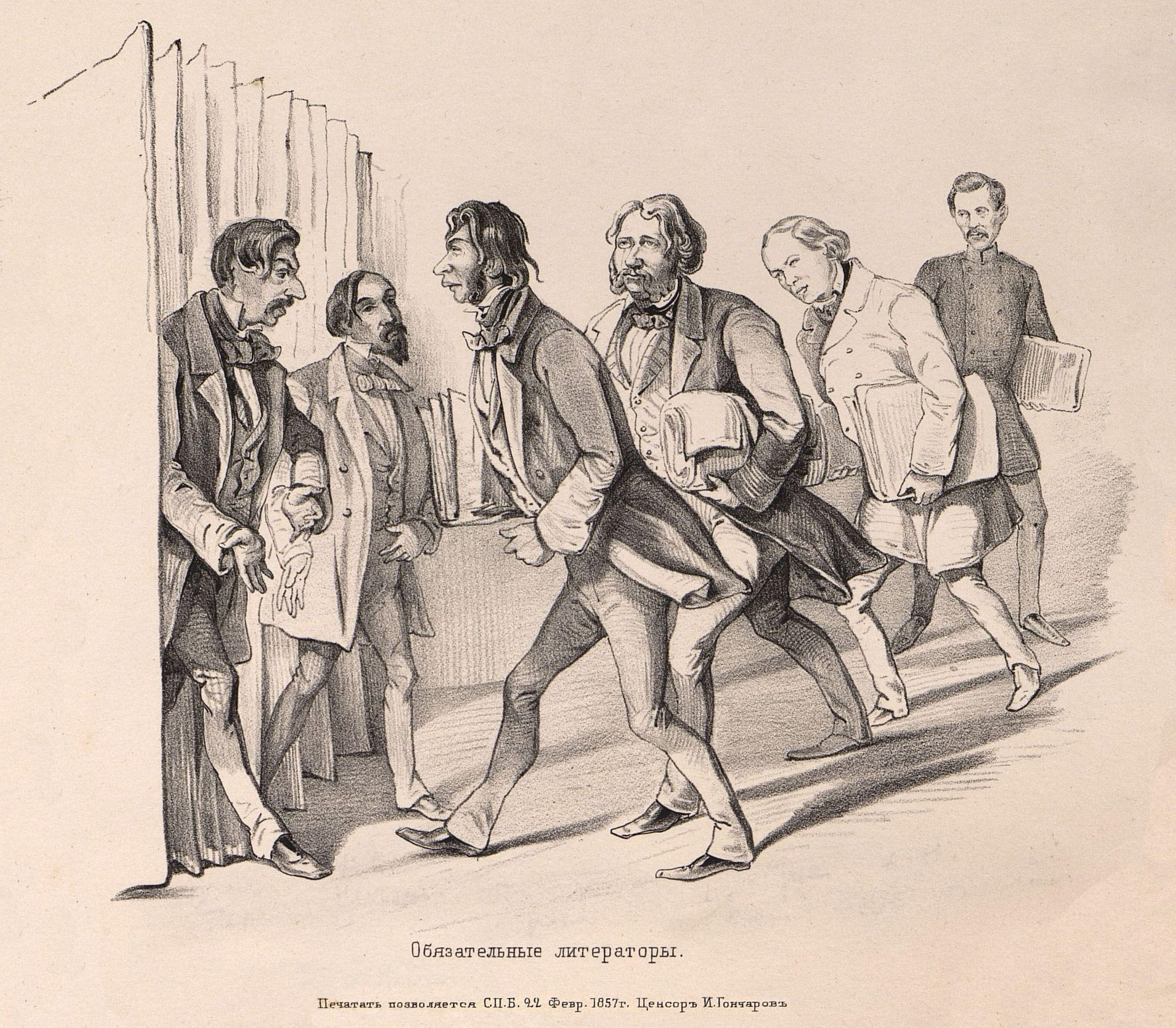
В редакции журнала «Современник». И. И. Панаев, Н. А. Некрасов, Д. В. Григорович, И. С. Тургенев, А. Н. Островский, Л. Н. Толстой. Подписано цензором И. А. Гончаровым. Лист из сатирического альбома «Знакомые». Автор: Степанов Н. А.

Под редакцию Некрасова журнал перешёл с 1 января 1847 года и имел в то время объём 40 печатных листов.
В 1847—1848 годах официальным редактором был А. В. Никитенко — историк литературы, профессор Петербургского университета, цензор Петербургского цензурного комитета. Никитенко сам происходил из крепостных и имел репутацию сравнительно либерального деятеля. Однако в журнале он играл роль зицпредседателя, реальную политику определяли Некрасов, Белинский и Панаев. Подобное положение дел Никитенко не устраивало. 5 февраля 1847 г. он записал в свой дневник:
Я начинаю подумывать о том, чтобы отказаться от редакции «Современника». Скоро, но что же делать?! Мне слишком тяжело находиться в постоянной борьбе с издателями, которых в свою очередь может тяготить мое влияние. Они, вероятно, рассчитывали найти во мне слепое орудие и хотели самостоятельно действовать под прикрытием моего имени. Я не могу на это согласиться.
В апреле 1848 г. Никитенко отказался от обязанностей редактора «Современника». Официальным редактором журнала стал И. И. Панаев. Программу журнала определяли статьи его идейного руководителя В. Г. Белинского.
Некрасов привлёк к участию в «Современнике» И. С. Тургенева, И. А. Гончарова («Обыкновенная история»), А. И. Герцена («Кто виноват?», «Сорока-воровка», «Записки доктора Крупова»), Н. П. Огарёва, А. В. Дружинина («Полинька Сакс»), Д. В. Григоровича («Антон-Горемыка»), П. В. Анненкова. На его страницах печатались произведения Л. Н. Толстого, статьи Т. Н. Грановского, С. М. Соловьёва, К. Д. Кавелина, публиковались переводы произведений Ч. Диккенса, Жорж Санд, Теккерея и других западных писателей.
Руководителем журнала с 1853 года стал, наряду с Некрасовым, Н. Г. Чернышевский и с 1856 года — Н. А. Добролюбов. С 1858 года «Современник» вёл резкую полемику с либеральной и консервативной журналистикой, стал идейным центром и трибуной революционно-демократического направления русской общественной мысли. Это повело к расколу в редакции: её покинули Толстой, Тургенев, Д. В. Григорович.
После майских пожаров журнал в июне 1862 года был приостановлен на 8 месяцев «за вредное направление». В редакцию возобновленного Некрасовым в начале 1863 года журнала вошли М. Е. Салтыков-Щедрин (до 1864), М. А. Антонович, Г. З. Елисеев, А. Н. Пыпин. В нём печатались произведения Салтыкова-Щедрина, В. А. Слепцова, А. М. Фатеева, Ф. М. Решетникова, Г. И. Успенского, П. А. Гайдебурова.
Журнал был окончательно закрыт 28 мая 1866 года личным распоряжением императора Александра II. Это произошло на волне реакции после покушения на него Дмитрия Каракозова, у которого при обыске были найдены журналы «Русское слово» и «Современник». В редакции «Современника» известие о закрытии журнала получено было 1 июня. Некрасов пытался спасти издание, напечатав собственные хвалебные вирши в честь М. Н. Муравьёва, который вёл сыск по делу Каракозова, и О. Комиссарова, который отклонил руку убийцы; однако решение не было отменено.